# Ramón Saiz de Carlos
Ramón Saiz de Carlos (Santa María del Campo Rus, 26 de enero de 1857-Madrid, 22 de noviembre de 1926) fue un farmacéutico y político español.

## Biografía
Licenciado en Medicina y Farmacia, se trasladó como primer destino a Requena. Después abrió farmacia en Madrid y un laboratorio que fue ganando prestigio, en especial por sus formulaciones del denominado, Elixir estomacal, que llegó a ser ampliamente conocido en la época. Presidente del Colegio de Farmacéuticos y vicepresidente de la Cámara Oficial de Comercio e Industria de Madrid, los Laboratorios Saiz de Carlos permanecieron en activo durante varias generaciones. En el terreno político fue miembro del Partido Liberal, con el que fue diputado al Congreso por el distrito electoral de Vinaroz en las elecciones de 1910, 1914, 1916 y, dentro de la fracción liberal-demócrata de Manuel García Prieto, también en las de 1918, 1919, 1920 y 1923.